# Big Mouth USA: The Unissued Paramount Album
Big Mouth USA: The Unissued Paramount Album är ett studioalbum av Jim Ford, utgivet på Bear Family Records 2009. Skivan spelades in tidigt 1970-tal och var ursprungligen tänkt att ges ut av Paramount 1973, men konflikter med skivbolaget gjorde att dessa planer aldrig realiserades.
Detta var inte första gången som Ford hamnade i meningsskiljaktigheter med skivbolag. Han hade tre år tidigare, 1970, försökt att få ett album utgivet på Capitol Records, men även den gången grusades planerna av konflikter. Captitolskivan förblev länge outgiven, men utgavs av Bear Family Records 2009 under namnet The Unissued Capitol Album.
Big Mouth USA: The Unissued Paramount Album innehåller två nyinspelningar av låtar som var tänkta för capitolskivan. "Big Mouth USA" har här gjorts om i en upptempoversion och detsamma gäller även för "Rising Sign". Dessa två låtar utgavs som singel 1973, där "Big Mouth USA" var a-sida.
Skivan innehåller tre tidigare outgivna spår: "Family Tree", "I Call Her Baby" och "If There's a Will There's a Way". Övriga spår är tidigare utgivna på samlingsskivorna The Sounds of Our Time och Point of No Return (utgivna 2007 respektive 2008).

## Låtlista
Alla låtar är skrivna av Jim Ford.
1. "Big Mouth USA" - 2:33
2. "He Turns My Radio on" - 3:11
3. "Family Tree" - 3:25
4. "Mixed Green" - 3:26
5. "Rising Sign" - 3:42
6. "I Call Her Baby" - 3:39
7. "If There's a Will There's a Way" - 3:33
8. "If I Go Country" - 3:13
9. "Big Bouquet of Roses" - 2:34
10. "Whicha Way" - 4:29

## Mottagande
Allmusic.com gav skivan 4/5.